# أربطان
أربطان هي قرية في مقاطعة هريس، إيران. عدد سكان هذه القرية هو 2,824 في سنة 2006.